# Alexandra Badea
Alexandra Diana Badea (n. 22 mai 1998, în București) este o handbalistă română care joacă pe postul de extremă dreapta pentru clubul SCM Gloria Buzău. Badea a fost componentă a echipei naționale pentru junioare a României și a echipei naționale pentru tineret a României.

## Biografie
Badea a început să joace handbal în clasa a V-a, la vârsta de 11 ani, în urma unei selecții de la școala ei. După doi ani a fost remarcată de profesorul Maximilian Gavrilă și adusă la echipa Școlii 181 București, unde a rămas timp de 6 ani și de unde a fost convocată, în 2015, la echipa U17 a României pentru a participa la ediția din acel an a FOTE și la Campionatul European din Macedonia. 
În februarie 2017, Badea s-a transferat la Dinamo București, care evolua în Divizia A. În vara anului 2017, handbalista a semnat un contract cu HCM Râmnicu Vâlcea. După trei sezoane la echipa vâlceană, în 2020, Badea s-a transferat la CS Rapid București. În 2024 ea s-a transferat la SCM Gloria Buzău.

## Palmares
- Liga Campionilor:
  - Sfertfinalistă: 2020, 2023
  - Grupe: 2024

- Cupa EHF:
  - Turul 3: 2019

- Liga Națională:
  -  Câștigătoare: 2019, 2022
  -  Medalie de argint: 2023, 2024

- Supercupa României:
  -  Câștigătoare: 2018
  -  Medalie de argint: 2019, 2023

- Cupa României:
  -  Medalie de argint: 2018, 2019

- Campionatul European U17
  - Locul IV: 2015

- Campionatul Național de Junioare I:
  -  Câștigătoare: 2014

- Campionatul Național de Junioare II:
  -  Câștigătoare: 2012, 2014